# Tommy Cairns
Pour les articles homonymes, voir Cairn (homonymie).
Thomas Cairns, couramment appelé Tommy Cairns, est un footballeur international écossais, né le 30 octobre 1892, à Hamilton et mort le 30 novembre 1967 . Évoluant au poste d'intérieur droit, il est particulièrement connu pour ses saisons aux Rangers où il restera 13 saisons. Il fait partie du Rangers FC Hall of Fame.
Il compte 8 sélections pour 1 but inscrit en équipe d'Écosse.

## Biographie

### Carrière en club
Natif de Hamilton, South Lanarkshire, il est formé à Burnbank Athletic (avec qui il remportera la Scottish Junior Cup (en) en 1911) puis à Larkhall Thistle (en), avant de devenir professionnel en s'engageant pour les Anglais de Bristol City en 1911. Il y restera deux saisons, avant de revenir en Écosse, d'abord pour deux courts passages à Peebles Rovers puis St Johnstone.
Cairns signera ensuite en novembre 1913 aux Rangers où il restera 13 saisons, se constituant un riche palmarès dont 7 titres de champion. Il jouera avec les Rangers un total de 490 matches officiels pour 157 buts inscrits (dont 407 matches et 138 buts en championnat).
Il finira sa carrière en Angleterre, au sein de Bradford City où il restera 5 saisons pour 135 matches joués et 32 buts marqués en championnat. 
Après la fin de sa carrière, il travaillera comme recruteur pour Arsenal.

### Carrière internationale
Tommy Cairns reçoit 8 sélections en faveur de l'équipe d'Écosse. Il joue son premier match le 26 février 1920, pour un match nul 1-1, au Ninian Park de Cardiff, contre le pays de Galles en British Home Championship. Il reçoit sa dernière sélection le 4 avril 1925, pour une victoire 2-0, à l'Hampden Park de Glasgow, contre l'Angleterre en British Home Championship. Il signe un but lors de ses 8 sélections, inscrit lors de son premier match.
Il participe avec l'Écosse aux British Home Championships de 1920, 1922, 1923, 1924 et 1925.

#### Buts internationaux
| no | Date            | Lieu                 | Adversaire     | Évolution | Score final | Compétition               |
| -- | --------------- | -------------------- | -------------- | --------- | ----------- | ------------------------- |
| 1  | 26 février 1920 | Ninian Park, Cardiff | Pays de Galles | 1-1       | 1-1         | British Home Championship |

## Palmarès
- Rangers :
  - Champion d'Écosse en 1917-18, 1919-20, 1920-21, 1921-22, 1922-23, 1923-24, 1924-25 et 1926-27
  - Vainqueur de la Glasgow Cup en 1918, 1923, 1924 et 1925
  - Vainqueur de la Glasgow Merchants Charity Cup en 1919, 1922, 1923 et 1925

- Bradford City :
  - Vainqueur de la Football League Third Division North (en) en 1928-29